# Pinguicula longifolia
Espèce
Classification phylogénétique
Pinguicula longifolia Ramond ex DC., 1805, la Grassette à longues feuilles, est une espèce de plantes à fleurs de la famille des Lentibulariaceae. C'est une grassette endémique des montagnes du sud de l'Europe depuis la péninsule Ibérique jusqu'aux Apennins.

## Sous-espèces
La sous-espèce type est endémique des Pyrénées centrales et ses meilleures populations se trouvent dans le Parc national d'Ordesa et du Mont-Perdu .
Une autre sous-espèce, la Grassette des Causses, Pinguicula longifolia subsp. caussensis Casper (considérée récemment comme une espèce à part entière et denommée désormais Pinguicula caussensis (Casper) Roccia, Gluch, Lampard, A.S.Rob., A.Fleischm., S.McPherson, L.Legendre, Partrat & P.Temple (2016)), est endémique des Causses (sud du Massif central) et pousse sur les rochers calcaires suintants et plus particulièrement sur les "balmes" (encorbellement au pied des falaises dans les gorges comme celles du Tarn par exemple).